# Langnasenbeutler
Die Langnasenbeutler (Perameles) sind eine Beuteltiergattung aus der Gruppe der Australischen Nasenbeutler. Die Gattung umfasst acht Arten, darunter vier ausgestorbene.

## Beschreibung
Langnasenbeutler erinnern im Körperbau an langschnäuzige Hasen. Charakteristisch sind die langgestreckte, spitze Schnauze, die großen, zugespitzten Ohren und der eher kurze Schwanz. Ihr Fell ist gelblich, braun oder grau gefärbt, die meisten Arten sind außerdem durch eine Reihe heller Querstreifen am hinteren Teil des Körpers gekennzeichnet. Langnasenbeutler erreichen eine Kopfrumpflänge von 20 bis 42 Zentimetern, eine Schwanzlänge von 8 bis 17 Zentimetern und ein Gewicht von 0,2 bis 1,9 Kilogramm.

## Verbreitung und Lebensweise
Die Tiere waren ursprünglich in weiten Teilen Australiens verbreitet, sind aber aus dem Großteil ihres Verbreitungsgebietes verschwunden. Sie bewohnen eine Reihe von Lebensräumen, vorrangig aber trockene Gebiete wie Halbwüsten und Savannen. Manchmal findet man sie aber auch in Wäldern.
Langnasenbeutler sind nachtaktiv. Tagsüber schlafen sie in Nestern aus Zweigen und Blättern, in selbstgegrabenen Erdhöhlen oder in verlassenen Bauen anderer Tiere, in der Nacht begeben sie sich auf Nahrungssuche. Dazu graben sie oft im Erdreich, um Essbares zu finden, in erster Linie Insekten und deren Larven. Daneben nehmen sie aber auch Würmer, Schnecken, kleine Wirbeltiere und auch pflanzliches Material wie Wurzeln und Beeren zu sich.
Die Tiere sind Einzelgänger, die insbesondere auf gleichgeschlechtliche Artgenossen äußerst aggressiv reagieren. Sie bewohnen ein festes Territorium, wobei die Reviere der Männchen deutlich größer sind als die der Weibchen und sich auch damit überlappen. Außerhalb der Paarungszeit gehen sich aber auch Männchen und Weibchen aus dem Weg.

## Fortpflanzung
Langnasenbeutler sind sehr fruchtbar, weisen aber auch eine hohe Todesrate unter Jungtieren auf. Bis zu viermal im Jahr kann das Weibchen Nachwuchs gebären, die Wurfgröße beträgt meist zwei oder drei Jungtiere und die Tragzeit ist mit 12 bis 13 Tagen sehr kurz. Die Jungtiere verbringen ihre ersten 50 bis 60 Lebenstage im Beutel der Mutter, die Geschlechtsreife tritt nach drei bis fünf Monaten ein. Manche Weibchen können in dem Jahr, in dem sie geboren wurden, selbst noch zwei Würfe austragen. Die Lebenserwartung ist kurz, sie liegt bei zwei bis drei Jahren.

## Bedrohung
Langnasenbeutler sind seit der Ankunft der Europäer in Australien in stärkerem Ausmaß als andere Beuteltierarten bedroht. Die Gründe dafür liegen im Verlust ihres Lebensraumes durch Umwandlung in landwirtschaftlich genutzte Gebiete und in der Nachstellung durch eingeschleppte Räuber wie Katzen oder Füchse. Zwei der sechs Arten sind bereits ausgestorben, zwei weitere sind gefährdet, und zwei Arten gelten als nicht gefährdet.

## Die Arten

### Großer Langnasenbeutler

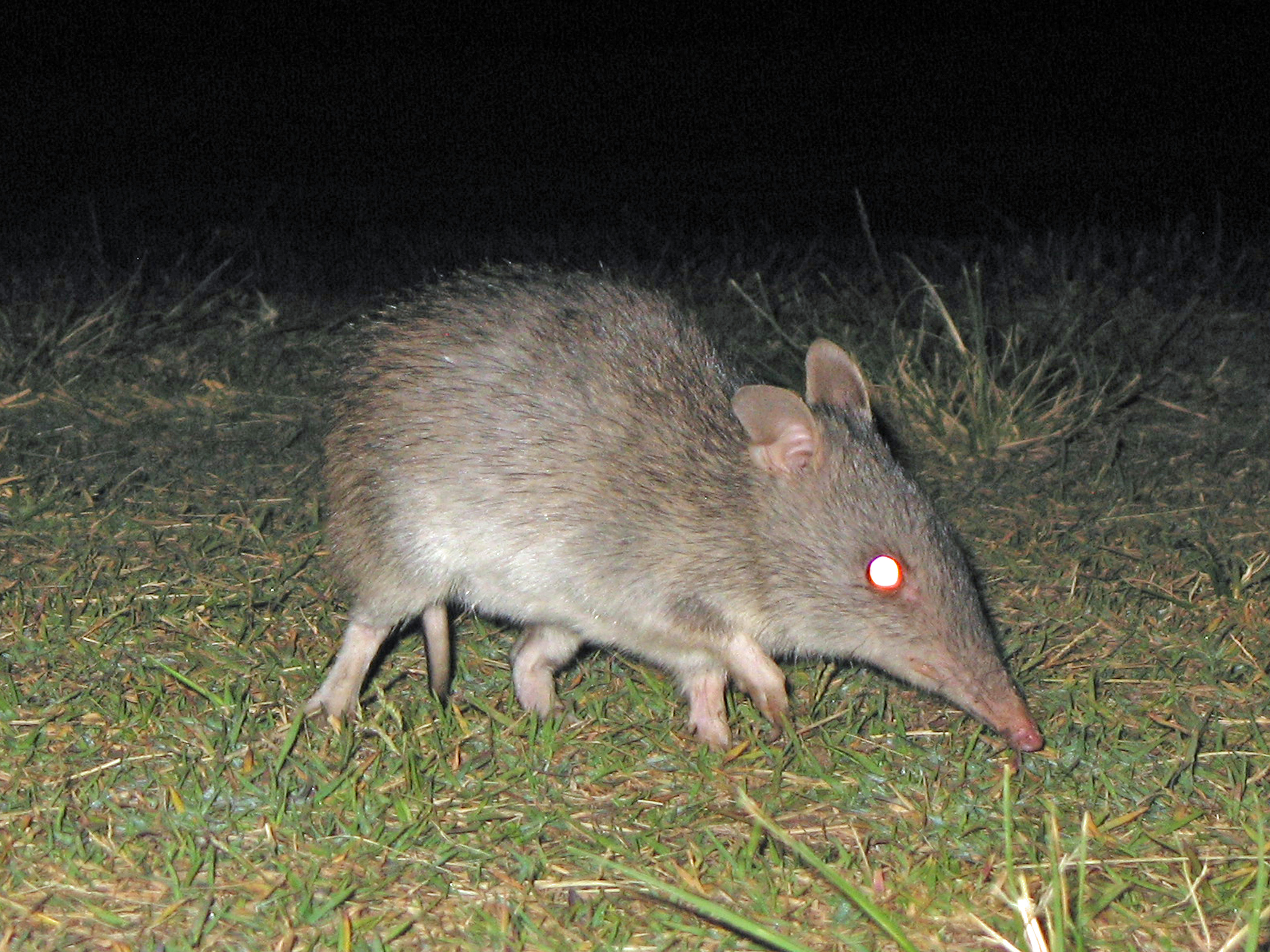
Großer Langnasenbeutler (Perameles nasuta)

Der Große Langnasenbeutler (Perameles nasuta) ist mit einem Gewicht von 0,5 bis 2 Kilogramm die größte Art seiner Gattung. Sein Fell ist einheitlich graubraun gefärbt und weist nicht die für die anderen Arten typischen Querstreifen auf. Die Art ist im östlichen Australien (östliches Queensland, New South Wales und Victoria) verbreitet, im Gegensatz zu den anderen Langnasenbeutlern sind sein Lebensraum Wälder, in Queensland auch Regenwälder. Als einziger Vertreter der Langnasenbeutler ist er relativ häufig und noch nicht gefährdet.

### Tasmanischer Langnasenbeutler
Der Tasmanische Langnasenbeutler (Perameles gunnii) erreicht eine Kopfrumpflänge von bis zu 34 Zentimetern und ein Gewicht von 450 bis 900 Gramm. Charakteristisch für ihn sind die hellen Querstreifen am hinteren Teil des Körpers. Er bewohnt offene Waldgebiete und Grasländer auf Tasmanien und im Süden des Bundesstaates Victoria. Die Populationen auf dem Festland sind stark bedroht, ein Nachzucht- und Wiederaussiedlungsprogramm zeigt aber erste Erfolge. In Tasmanien ist die Art noch häufiger, die Bestandszahlen gehen aber zurück. Die IUCN listet die Art als gefährdet.

### Streifen-Langnasenbeutler
Der Streifen-Langnasenbeutler (Perameles bougainville) ist mit nur 200 bis 250 Gramm Gewicht die kleinste Art seiner Gattung. Sein Fell ist graubraun und weist helle Querstreifen am hinteren Teil des Körpers auf. Ursprünglicher Lebensraum des Streifen-Langnasenbeutlers waren Heidegebiete und trockene Regionen in weiten Teilen des südlichen Australiens. Seit den 1930er-Jahren ist die Art aber auf dem Festland ausgerottet und lebt heute nur mehr auf zwei kleinen Inseln (Bernier and Dorre Island Nature Reserve) vor der Küste Western Australias. Laut IUCN ist die Art stark gefährdet (endangered).

### Queensland-Langnasenbeutler
Der Queensland-Langnasenbeutler (Perameles pallescens) wurde 1923 von Oldfield Thomas als Unterart von Perameles nasuta beschrieben. 2016 erhielt es durch Kenny J. Travouillon Artstatus.

### Ausgestorbene Arten
Der Wüsten-Langnasenbeutler (Perameles eremiana) ist ausgestorben. Früher kam er im trockenen Landesinneren Australiens vor, im südlichen Northern Territory, im nördlichen South Australia und im östlichen Western Australia. Die Zerstörung seines Lebensraumes sowie die Nachstellung durch eingeschleppte Räuber sind die Gründe für die Ausrottung dieser Art, von der zuletzt 1943 ein Exemplar gesichtet wurde. Perameles papillon wurde im Jahr 2018 basierend auf Material aus dem Natural History Museum und dem Western Australian Museum beschrieben. Die Art kam in der Nullarbor-Ebene vor und wurde in den 1940er Jahren durch Füchse ausgerottet. Perameles myosuros galt längere Zeit als Festlandpopulation und somit als Synonym von Perameles bougainville. Im Jahr 2018 erhielt er erneut Artstatus. Er kam am Swan River in Western Australia vor und starb im frühen 20. Jahrhundert aus. Weitere ausgestorbene Arten sind Perameles sobbei aus dem Pleistozän und Perameles bowensis aus dem Pliozän. Letzterer muss möglicherweise den Kurznasenbeutlern (Isoodon) zugeordnet werden.